# Hereroa granulata
Hereroa granulata är en isörtsväxtart som först beskrevs av Nicholas Edward Brown, och fick sitt nu gällande namn av Moritz Kurt Dinter och Schwant. Hereroa granulata ingår i släktet Hereroa och familjen isörtsväxter. Inga underarter finns listade i Catalogue of Life.